# 大西洋幽靈蟹
大西洋幽靈蟹（學名：Ocypode quadrata），又名方身沙蟹，是沙蟹屬的一種螃蟹，見於美國馬薩諸塞州到巴西南部的大西洋沿海沙地。
成年體呈灰色或稻黃色，甲殼寬5 cm（2.0英寸）。其化石最早見於更新世地層。它一般在夜間活動，是一種雜食動物。

## 外部連接
- 维基共享资源上的相關多媒體資源：Ocypode quadrata